# Aponogeton longiplumulosus
Aponogeton longiplumulosus är en enhjärtbladig växtart som beskrevs av H.Bruggen. Aponogeton longiplumulosus ingår i släktet Aponogeton och familjen Aponogetonaceae. Inga underarter finns listade.